# زردتاغ
زردتاغ (Haloxylon persicum) یا سفیدتاغ (به انگلیسی: white saxaul) درختچه‌ای است که به خانواده تاج‌خروسیان تعلق دارد و در کشورهای ایران، عراق، فلسطین، اردن، مصر، عربستان، عمان، امارات متحده عربی، افغانستان، پاکستان، آسیای مرکزی (قرقیزستان، ترکمنستان و غیره) و چین می‌روید.
به این گیاه در بسیاری زبانها و برای نمونه در عربی  تاغ پارسی میگویند (به عربی رمث الفارسی ).
تاغ درختی تا ارتفاع ۵ متر با تنه محکم چروکیده و پوست خاکستری روشن با چوب سنگین و شکننده است. برگ‌های آن کوچک‌شده و فلس‌مانند، منتهی به نوک گاهی فشرده به ساقه‌ها است. گل‌هایش منفرد در محور برگ‌های فلس‌مانند نوک کند روی شاخه‌های معین خیلی کوتاه می‌روید.
سیاه‌تاغ در ایران اغلب در نواحی بیابانی از جمله در استان‌های کرمان (غرب هامون جازموریان)، سیستان و بلوچستان (اطراف نصرت‌آباد، حاشیه مرز افغانستان بین کوه ملک سیاه و زابل، زاهدان به زابل)، سمنان (منطقه حفاظت‌شده توران: بین احمدآباد و زمان‌آباد، دو کیلومتری شمال چاه‌جم، ۱۵ کیلومتری جنوب شرق طرود، چاه‌جم، حسینیان به جندق)، اصفهان (جندق، انارک، رباط‌خان: غرب طبس، ۲۰ تا ۳۰ کیلومتری خور به بیابانک) می‌روید.